# Wilhelm Brückner
 (mai 2013).
Si vous disposez d'ouvrages ou d'articles de référence ou si vous connaissez des sites web de qualité traitant du thème abordé ici, merci de compléter l'article en donnant les références utiles à sa vérifiabilité et en les liant à la section « Notes et références ».
Pour les articles homonymes, voir Brückner.
Wilhelm Brückner, né le 11 décembre 1884 à Baden-Baden et mort le 18 août 1954 à Herbsdorf (aujourd'hui Nußdorf) en Haute-Bavière, est un militaire allemand. Il fut membre du parti national-socialiste et jusqu'en 1940 l'adjudant-chef et garde du corps d'Adolf Hitler.

## Biographie
Brückner a grandi à Baden-Baden et y a obtenu son Abitur. Ensuite il a étudié le droit et de l'économie à Strasbourg (qui s’appelle alors Strassburg, ville allemande), puis à Fribourg, Heidelberg et Munich. 
Pendant la Première Guerre mondiale, Brückner est officier dans un régiment d'infanterie bavarois. Il termine le conflit avec le grade de lieutenant. Après la guerre, il rejoint le Freikorps Epp, une organisation paramilitaire de droite. Il participe au coup d’état contre le gouvernement légal de Bavière avec le Schützenregiment 42 comme membre de la Reichswehr.
En 1922, Brückner devient membre du NSDAP, puis, quelques mois plus tard, le 1er février 1923, il devient chef du régiment SA de Munich. Avec l'aide d'Ernst Roehm, en février 1923, Adolf Hitler entame des négociations avec les ligues patriotiques de Bavière.
Le 9 novembre 1923, Brückner prend part au Putsch de la Brasserie à Munich, à la suite de quoi il est condamné à un an et demi de prison. Il est alors envoyé au château de Landsberg à Munich pour purger sa peine de prison avec Hitler, Emil Maurice, Rudolf Hess et Hermann Kriebel Erich Ludendorff qui a également participé au putsch, quant à lui acquitté. Brückner est finalement libéré après quatre mois et demi de détention. Il est jusqu'en 1927 troisième secrétaire général de l'Association pour le germanisme à l'étranger (Verein für das Deutschtum im Ausland ou VDA). Il devient ensuite représentant de commerce, jusqu’à l'obtention d'un emploi stable à l'Institut allemand des Affaires étrangères.
L'année suivante, cependant, Brückner devient adjudant et garde du corps d'Adolf Hitler avant d'être nommé adjudant chef. Il était ainsi, aux côtés de Joseph Goebbels, Sepp Dietrich, Ernst Roehm, Gregor Strasser, Hermann Göring, Baldur von Schirach, Rudolf Hess, Max Amann et Hans Frank, parmi ceux qui forment le cercle le plus proche autour d’Hitler. Le 9 novembre 1934, Brückner est nommé SA Obergruppenführer par Hitler. À la suite d'un accident de voiture survenu cette même année, Brückner procure son médecin personnel, Karl Brandt, à Hitler. Ce dernier restera au service du dictateur pendant des années.
Le 15 janvier 1936, Brückner devient citoyen d'honneur de Detmold, mais sera cependant dépouillé de cet honneur par le conseil municipal le 9 novembre 1945. Brückner, qui est bien apprécié des visiteurs de la Chancellerie du Reich pour sa simplicité et son affabilité, perd de plus en plus d'importance après la déclaration de guerre. Il  cède de plus en plus de terrain à la Wehrmacht et aux adjudants SS. Brückner visite Paris avec Hitler le 23 juin 1940 au cotés d'Arno Breker, Wilhelm Keitel, Albert Speer, Max Wünsche, Karl-Heinrich Bodenschatz, Martin Bormann et Brandt. Le 18 octobre 1940, il est soudainement congédié après une dispute avec Arthur Kannenberg, le gestionnaire de maison d'Hitler. Il est remplacé par Julius Schaub. Brückner fait la guerre dans la Wehrmacht et obtient le grade de colonel.